# Museu de Arte Sacra da Boa Morte
O Museu de Arte Sacra da Boa Morte é um museu brasileiro de arte sacra localizado na cidade de Goiás. Sediado na antiga Igreja de Nossa Senhora da Boa Morte - uma construção barroca do final do século XVIII -, o museu pertence à Diocese de Goiás e é desde 2003 mantido e administrado pelo Instituto Brasileiro de Museus.